# Borso del Grappa
Borso del Grappa là một đô thị (comune) thuộc tỉnh Treviso, vùng Veneto, Ý.